# Manifestația unionistă de la Chișinău (2015)
Manifestația unionistă de la Chișinău din 2015, numită de organizatori și Marea Adunare Națională de la Chișinău a fost un eveniment care a avut loc în Chișinău pe data de 5 iulie 2015, eveniment la care au participat între 30.000 și 40.000 de oameni. Adunarea a fost convocată de Blocul Unității Naționale (BUN), care este format din 22 de entități nonguvernamentale, printre care Platforma Unionistă Acțiunea 2012, Mișcarea Civică Tinerii Moldovei, Forul Democrat al Românilor din Republica Moldova și Asociația Foștilor Deținuți și Victime ale Represiunilor din Moldova. Consiliul Onorific al Blocului Unității Naționale, precum și zeci de asociații ale diasporei, au lansat către toți cetățenii Republicii Moldova un apel de participare la Marea Adunare Națională. 
Participanții la Adunare au cerut parlamentelor României și Republicii Moldova să constituie grupuri de lucru comune, iar președinților MAE să ia în discutie subiectul viitorului comun al celor două state. Totodată, participanții au cerut ca Parlamentul European, Comsia Europeană și guvernele europene să sprijine acțiunea de apropiere ale celor două state românești.
Marea Adunare Națională este a patra  manifestație de acest fel din istoria statului basarabean, stat format în urma destrămării URSS. 